# Sergueï Savine
Sergueï Aleksandrovitch Savine (en russe : Сергей Александрович Савин) est un joueur russe de volley-ball né le 7 octobre 1988 à Ouralsk (RSS kazakhe). Il mesure 2,00 m et joue réceptionneur-attaquant. Il est international russe.

## Clubs
| Club                     | De        | À         |
| ------------------------ | --------- | --------- |
| Samotlor Nijnievartovsk  | 2008-2009 | 2011-2012 |
| Goubernia Nijni Novgorod | 2012-2013 | ...       |

## Palmarès
- Coupe de la CEV (1)
  - Finaliste : 2014